# Головино (Свердловская область)
Головино — деревня в Свердловской области, входящая в муниципальное образование Артинский городской округ. Расположена в 17 км на западо-северо-запад от административного центра — посёлка городского типа Арти. Является частью Симиничинского сельского совета.

## Население
По данным 2010 года, в деревне проживает 8 человек.